# 1922년 콘클라베

사도좌 공석 상태에 있는 동안에 사용되는 성좌의 문장

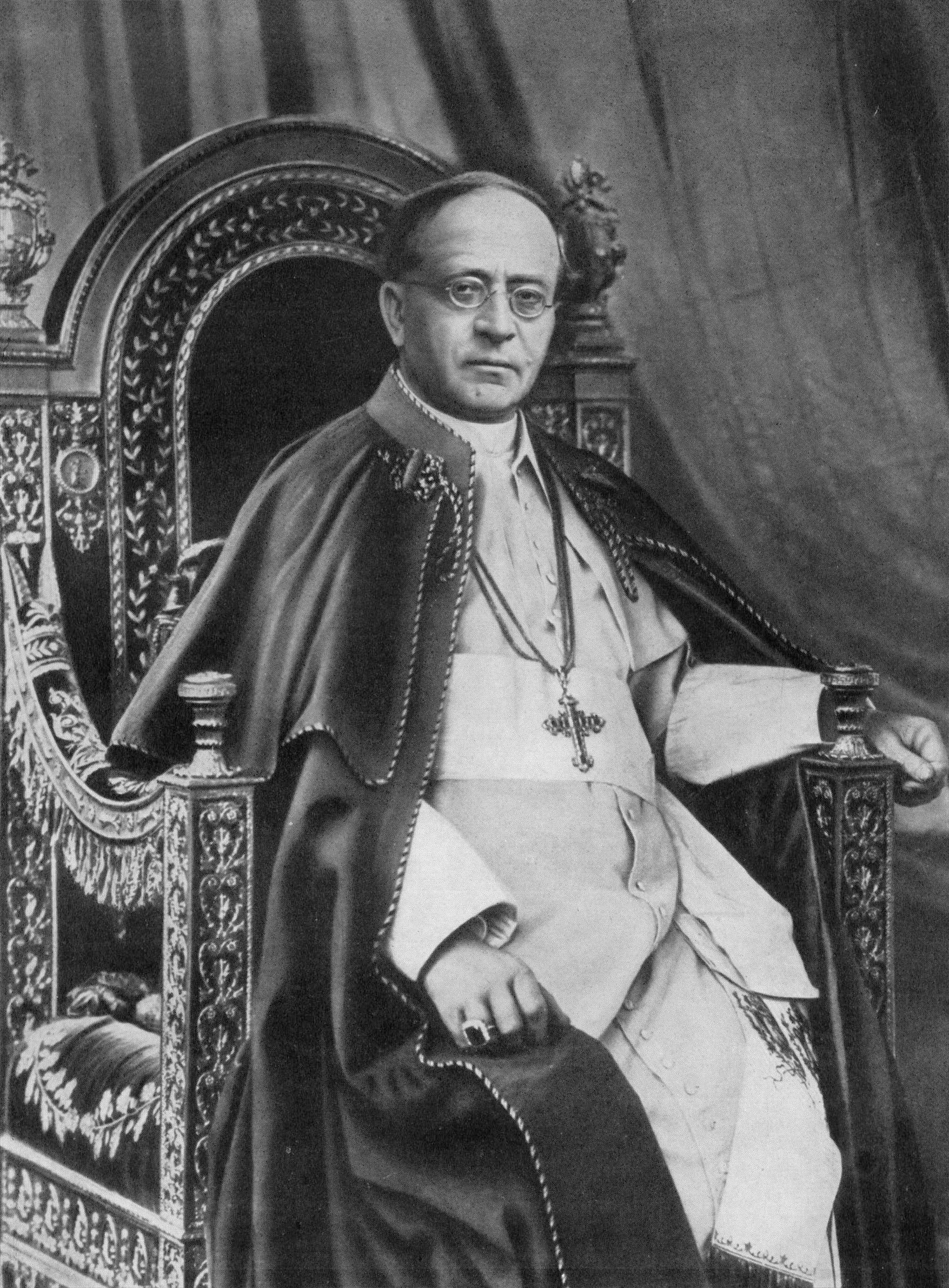
교황 선출자 비오 11세 (아킬레 라티)

1922년 콘클라베는 제259대 교황을 선출하기 위해 진행된 콘클라베이다. 제258대 교황 베네딕토 15세가 1922년 1월 22일에 선종한 이후에 새 교황을 선출하기 위해 진행된 선거이며 바티칸 시국에 있는 사도 궁전과 시스티나 성당에서 진행되었다.
1922년 2월 2일부터 2월 6일까지 닷새에 걸쳐 14차례 투표가 진행되었으며 전 세계 80세 이하 추기경 60명 중 53명이 투표에 참가하였다. 이탈리아의 추기경이자 밀라노의 대교구장인 아킬레 라티가 새 교황으로 선출되었으며 교황 이름은 비오 11세로 명명되었다.

## 추기경단
- 투표에 참가한 추기경: 53명
- 불참: 7명

### 대륙별 추기경 분포
- 이탈리아 추기경: 30명
- 기타 유럽 국가 추기경: 53명
- 북아메리카 국가 추기경: 0명
- 남아메리카 국가 추기경: 0명
- 아프리카 국가 추기경: 0명
- 아시아 및 중동 국가 추기경: 0명
- 오세아니아 국가 추기경: 0명

### 국가별 추기경 분포
- 30명: 이탈리아
- 5명: 프랑스
- 4명: 스페인
- 3명: 독일
- 2명: 영국, 오스트리아, 폴란드
- 1명: 네덜란드, 벨기에, 아일랜드, 포르투갈, 헝가리

## 주요 인사
- 수석 추기경: 빈첸초 반누텔리 (Vincenzo Vannutelli, 이탈리아)
- 교황 궁무처장: 피에트로 가스파리 (Pietro Gasparri, 이탈리아)
- 수석 부제: 가에타노 비슬레티 (Gaetano Bisleti, 이탈리아)